# Clémentine Jouassain
Catherine Julie Clémentine Jouassain, baronne Albert de Tournière (1876), est une comédienne française née le 3 décembre 1829 à Saint-Léonard-de-Noblat (Haute-Vienne) et morte le 5 mai 1902 à Paris 17e.

## Biographie
Elle fit ses débuts à la Comédie-Française en 1851 : « Ce fut son nez qui la classa du premier coup dans les femmes arrivées et mûres » (Francisque Sarcey). « Reine des duègnes » de son époque, « dans ses rôles de duègne, [elle] scandait ses phrases avec mauvaise humeur en paraissant piquer son interlocuteur de son grand nez » (Boni de Castellane).

## Théâtre

### Carrière à la Comédie-Française
Entrée en 1851
Nommée 286e sociétaire en 1863
Départ en 1887

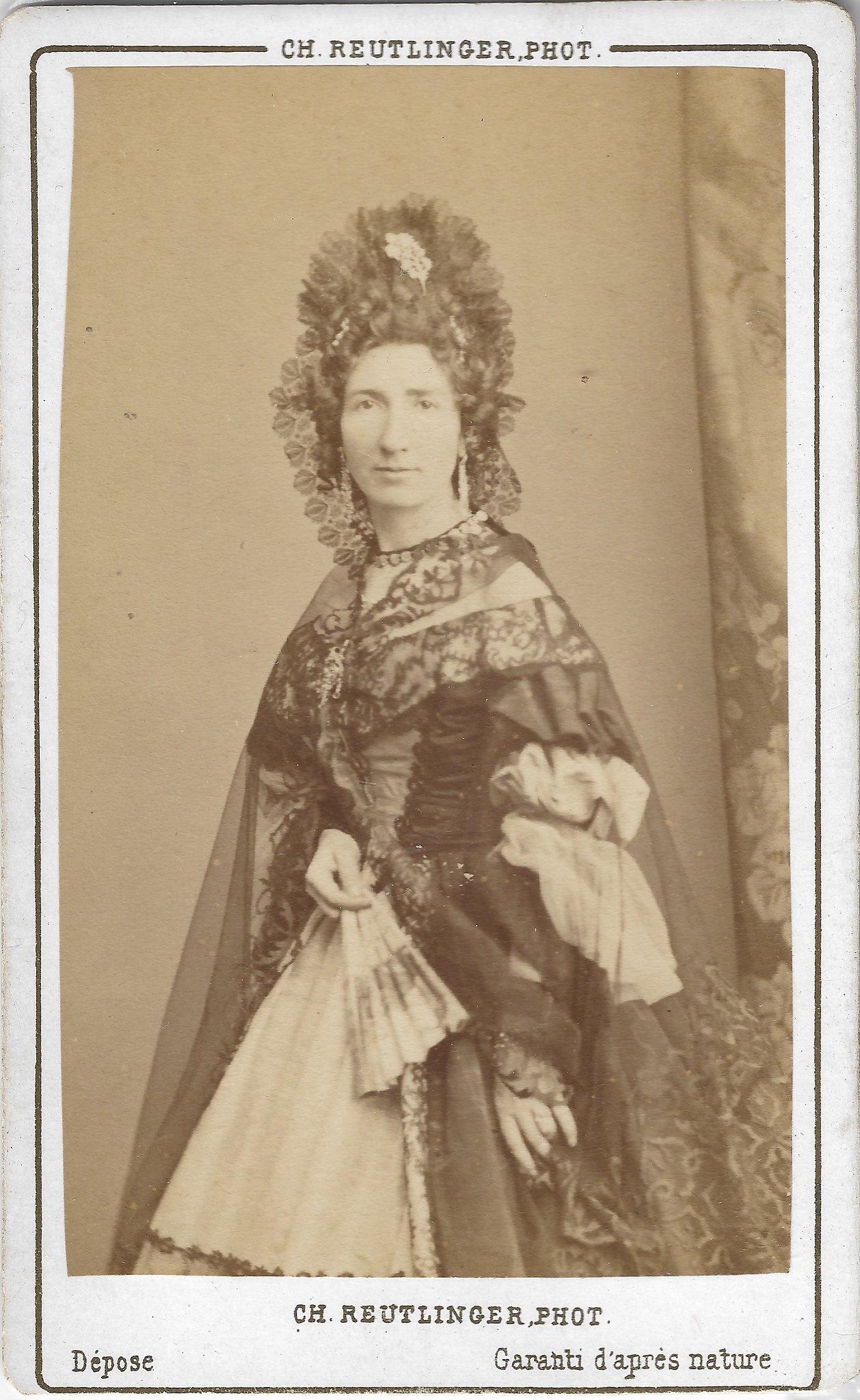
L'actrice Clémentine Jouassain dans le rôle de Bélise.

- 1851 : Andromaque de Jean Racine : Céphise
- 1852 : Bajazet de Jean Racine : Zaïre
- 1852 : Le Misanthrope de Molière : Arsinoé
- 1852 : Phèdre de Molière : Ismène
- 1852 : Le Cœur et la dot de Félicien Mallefille : Mme Desperriers
- 1853 : Dom Juan ou le Festin de pierre de Molière : le spectre
- 1853 : Le Mariage de Figaro de Beaumarchais : Marceline
- 1853 : Bajazet de Jean Racine : Albine
- 1855 : Tartuffe de Molière : Mme Pernelle
- 1858 : Les Plaideurs de Jean Racine : la comtesse
- 1860 : Phèdre de Jean Racine : Oenone
- 1861 : Les Fourberies de Scapin de Molière : Nérine
- 1861 : Les Femmes savantes de Molière : Bélise
- 1862 : George Dandin de Molière : Mme de Sotenville
- 1864 : La Comtesse d'Escarbagnas de Molière : la comtesse
- 1867 : Hernani de Victor Hugo : Dona Josefa
- 1875 : Baron Lafleur de Camille Doucet : Mme Durand de Sainte-Ursule
- 1876 : La Cigale chez les fourmis d'Eugène Labiche et Ernest Legouvé : Mme Chameroy
- 1877 : Le Joueur de Jean-François Regnard : la comtesse
- 1880 : Le Bourgeois gentilhomme de Molière : Mme Jourdain
- 1882 : Le roi s'amuse de Victor Hugo : Dame Bérarde